# Guru Har Krishan
 (septembre 2013).
Si vous disposez d'ouvrages ou d'articles de référence ou si vous connaissez des sites web de qualité traitant du thème abordé ici, merci de compléter l'article en donnant les références utiles à sa vérifiabilité et en les liant à la section « Notes et références ».
Guru Har Krishan (né à Kiratpur au Penjab en 1656, mort à New Delhi en 1664) est le huitième des dix Gurus du sikhisme.
Har Krishan, qui n'est pas sans rappeler la divinité hindoue Krishna, se réfère au pouvoir divin (Har) de nettoyer, de purifier (Krishan étant la contraction de Kar Ishnan qui signifie "prendre un bain purificateur").

## Biographie
Désigné par son père, Guru Har Rai, Gury Har Krishan accède à la tête de la communauté sikh à l'âge de cinq ans. Sa maturité spirituelle et sa capacité à guider la communauté sont immédiatement mises en cause. Les Janam Sakhis (ou épisodes biographiques liés à la vie des Gurus sikhs) retiennent que le jeune gury y répond avec humour et sagesse. Par exemple, à un brahmane qui le met au défi de montrer sa maîtrise des textes sacrés, Gury Har Krishan répond en faisant appeler un sourd-muet, qu'il bénit : celui-ci se met spontanément à réciter et commenter la Bhagavad-Gita.
Appelé à Delhi par l'empereur Aurangzeb qui s'inquiète de l'importance et de la possible sédition de la communauté sikh, Guru Har Krishan s'y rend avec sa cour en 1664; il a alors huit ans. Il est logé dans les faubourgs de la ville (où se situe l'actuelle Connaught Place) par un noble qui y possède une propriété. Là, en attendant l'audience de l'empereur, Guru Har Krishan apprend que la ville est touchée par une épidémie de variole. Il fait alors creuser un bassin d'eau douce qu'il bénit, invitant les malades à y puiser son eau bienfaisante: les Janam Sakhis racontent que les habitants furent ainsi sauvé de la maladie. Mais Guru Har Krishan attrape lui-même la variole, et décède rapidement.

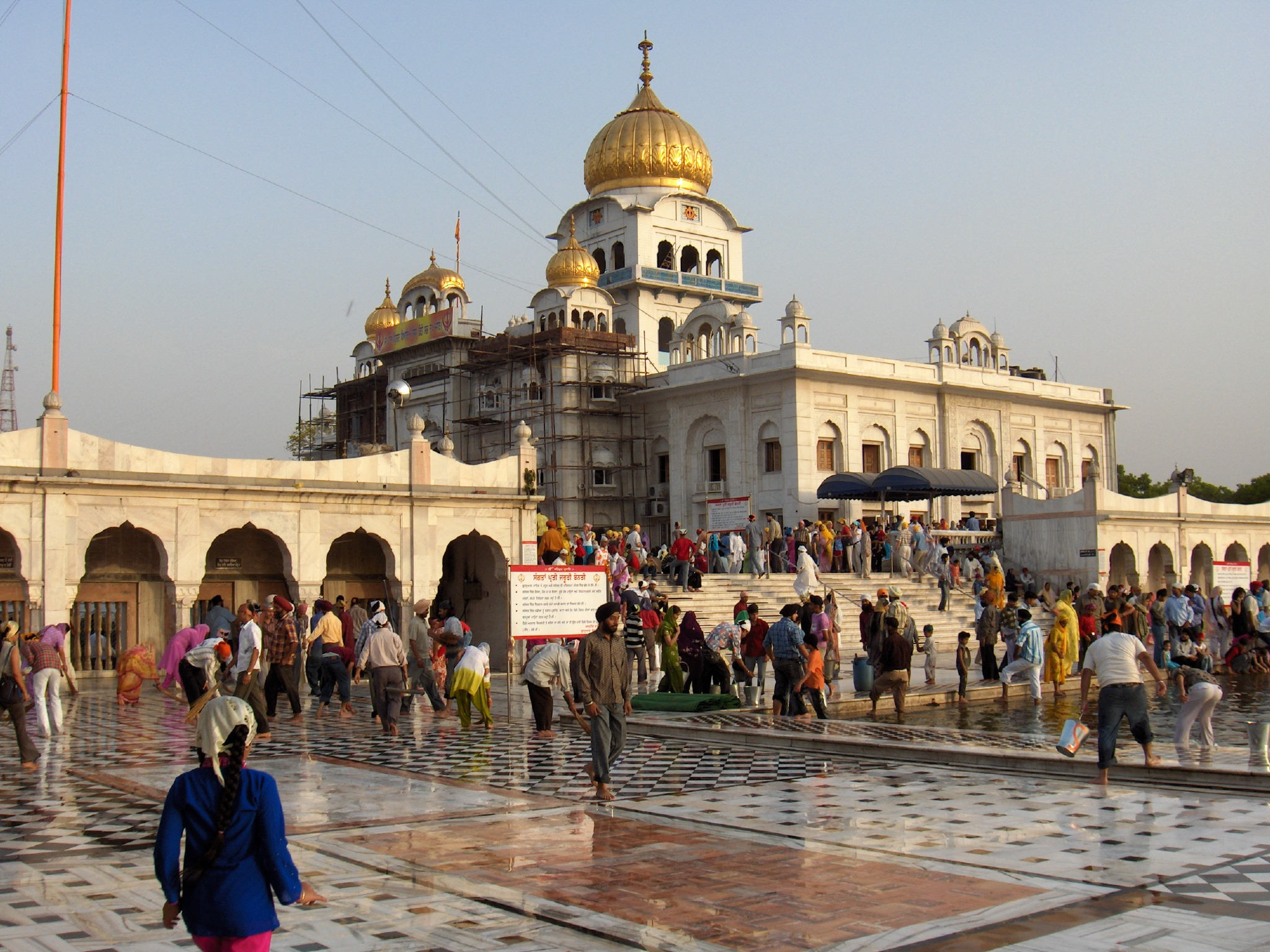
La Gurdwara Bangla Sahib à Delhi et le bassin creusé par Guru Har Krishan.

Le bassin, encore largement fréquenté, et le Gurdwara attenant qui commémorent l'évènement, font partie du complexe de Bangla Sahib, un important lieu de culte sikh au cœur de Delhi. Sur un fronton, on y lit : Sri Har Krishan Dhiaie Jis Dithe Sabh Dukh Jae (« la vue de Sri Har Krishan efface toute souffrance »).
Avant de mourir, Guru Har Krishan dit: « Baba Bakala ». On comprend alors qu'il faut chercher son successeur (baba signifiant "maître") dans la ville de Bakala, au Penjab. Et c'est là qu'on retrouvera son grand-oncle, reclus en méditation, qui deviendra le neuvième Guru sous le nom de Guru Tegh Bahadur. 